# Fronte per la Democrazia in Burundi
Il  Fronte per la Democrazia in Burundi  (in kirundi: Umugambwe uhuza abaharanira demokarasi mu Burundi; in francese: Front pour la démocratie au Burundi - FRODEBU) è un partito politico progressista del Burundi.
Nacque nel 1986 come partito della maggioranza hutu, su iniziativa di seguaci di Melchior Ndadaye, presidente del Burundi dal 10 luglio al 21 ottobre 1993, fuoriusciti dal dissolto Partito dei Lavoratori del Burundi.
Il FRODEBU è stato legalizzato e legalmente riconosciuto nel 1992 con la nuova costituzione burundese.
Alle elezioni presidenziali del 1993 il suo candidato Melchior Ndadaye ottiene la maggioranza del 64,8%, mentre nelle elezioni legislative dello stesso anno conquista 65 seggi con il 71,4%.
Nel 2005 il partito si suddivise in due sezioni, il SAHWANYA FRODEBU e il FRODEBU Nyakuri (ossia FRODEBU Autentico); tali componenti hanno avviato un processo di riconciliazione nel 2019.
Alle elezioni legislative del 2005 il partito ottenne il 21,7% dei voti e 30 dei 118 seggi in parlamento; le consultazioni furono vinte da Consiglio Nazionale per la Difesa della Democrazia - Forze per la Difesa della Democrazia di Pierre Nkurunziza (divenuto Presidente della Repubblica), mentre l'UPRONA di Pierre Buyoya raccolse il 7,2% dei voti con 30 seggi.

## Presidenti
- 1986-1993: Melchior Ndadaye
- 5 febbraio 1994-6 aprile 1994: Cyprien Ntaryamira
- 1993-1995: Sylvestre Ntibantunganya
- 1995-2006: Jean Minani
- 2006- in carica: Léonce Ngendakumana

## Risultati
| Elezione         | Voti    | %    | Seggi   |
| ---------------- | ------- | ---- | ------- |
| Legislative 2010 | 133.920 | 5,88 | 5 / 106 |
| Legislative 2015 | 55.000  | 2,39 | 0 / 121 |
| Legislative 2020 | 31.106  | 0,73 | 0 / 124 |

| Elezione           | Elezione | Candidato           | Voti   | %    | Esito         |
| ------------------ | -------- | ------------------- | ------ | ---- | ------------- |
| Presidenziali 2015 | I turno  | Jean Minani         | 38.554 | 1,45 | ❌ Non eletto |
| Presidenziali 2020 | I turno  | Léonce Ngendakumana | 21.232 | 0,49 | ❌ Non eletto |